# Gueorgui Youmatov
Gueorgui Aleksandrovitch Youmatov (en russe : Гео́ргий Алекса́ндрович Юма́тов), né le 11 mars 1926 à Moscou en URSS et mort le 4 octobre 1997 également à Moscou, est un acteur de cinéma soviétique.

## Biographie
Youmatov passe son enfance rue Tchaplyguine à Moscou. Il est élève de l'école navale quand les opérations militaires commencent sur le front de l'Est, lors de la Seconde Guerre mondiale. En 1942, il intègre l'équipage du torpilleur Otwazhny dont il devient le timonier l'année suivante. Il participe, entre autres, à la libération de Budapest et de Bucarest, et à l'Offensive Vienne. Il reçoit de nombreuses décorations parmi lesquelles deux Ordres de la Guerre patriotique et la Médaille pour la victoire sur l'Allemagne.
De retour à la vie civile en 1945, il devient acteur des studios Mosfilm et du Théâtre national d'acteur de cinéma. Remarqué par Sergueï Guerassimov, il tient son premier rôle important dans l'adaptation du roman d'Alexandre Fadeïev La Jeune Garde en 1948. Sa carrière prend son essor dans les années 1950, après les films comme Amiral Ouchakov, Les Héros de Chipka, Ils étaient les premiers. Il est particulièrement connu pour son rôle dans les Officiers de Vladimir Rogovoï sorti en 1971. Artiste émérite de la RSFSR en 1969, il est nommé artiste du Peuple de la RSFSR en 1982.
En 1994, à son domicile rue Tchiarniakovski, Gueorgui Youmatov, sous l’empire de l’alcool, tue d'un coup de carabine un certain Madatov, le cantonnier venu l'aider à enterrer son chien. En attendant son jugement au centre de détention Matrosskaïa Tichina il encourt entre trois et dix ans d'emprisonnement, mais son avocat Boris Kuznetsov (en) réussira à obtenir la peine de sursis, plaidant la légitime défense. Finalement, Youmatov se trouve gracié fin 1995, à l'occasion du Cinquantenaire de la victoire sur l'Allemagne. Mais il ne fera pas son retour devant les caméras après cet incident à part quelques brèves apparitions.
Mort à la suite de la rupture de l'anévrisme de l'aorte abdominale le 4 octobre 1997, l'artiste est enterré au cimetière Vagankovo.

## Filmographie partielle
- 1947 : Le Printemps (Весна) de Grigori Aleksandrov : maquilleur
- 1947 : Soldat Alexandre Matrosov (Рядовой Александр Матросов) d'Leonid Loukov : militaire
- 1948 : La Jeune Garde (Молодая гвардия) de Sergueï Guerassimov : Anatoli Popov
- 1949 : Trois Rencontres (ru) (Три встречи) de Alexandre Ptouchko, Vsevolod Poudovkine et Sergueï Ioutkevitch : limeur
- 1953 : Les navires attaquent les bastions (Корабли штурмуют бастионы, Korabli chturmuiout bastiony) de Mikhaïl Romm : Ermolaev
- 1953 : Amiral Ouchakov (Адмирал Ушаков) de Mikhaïl Romm : Viktor Ermolaïev
- 1955 : Les Héros de Chipka (Герои Шипки) de Sergueï Vassiliev : Sachka Kozyr
- 1956 : Les Tourbillons hostiles (Вихри враждебные) de Mikhaïl Kalatozov : Balandine
- 1957 : L'Orage de Mikhail Dubson
- 1958 : Ivan le Terrible (Иван Грозный) de Sergueï Eisenstein : moine
- 1959 : La Ballade du soldat (Баллада o солдате) de Grigori Tchoukhraï : militaire
- 1965 : La Vivandière (Стряпуха) de Edmond Keossaian : Séraphin Tchaïka
- 1966 : N'oublie pas l'arrêt Lougovaïa (ru) (Не забудь… станция Луговая) de Nikita Kourikhine (ru) : Gueorgui Riabov
- 1966 : Dans la ville de S (В городе С) de Iossif Kheifitz : assistant médical
- 1968 : Le Septième Compagnon (Седьмой спутник) d'Alekseï Guerman : Tourka
- 1969 : Une tournée dangereuse (Опасные гастроли) de Gueorgui Jungwald-Khilkevitch : Maxime
- 1971 : Les Officiers (Офицеры) de Vladimir Rogovoï (ru) : Alekseï Trofimov
- 1973 : Enquête préalable (ru) (Предварительное расследование) d'Andreï Razoumovski : colonel de milice
- 1979 : Moscou ne croit pas aux larmes (Москва слезам не верит) de Vladimir Menchov : acteur Youmatov
- 1980 : 38, rue Petrovka (Петровка, 38) de Boris Grigoriev : Alexis Satchikov
- 1981 : 6, rue Ogariova (Огарёва, 6) de Boris Grigoriev : Alexis Satchikov
- 1987 : Pathfinder (Следопыт) de Pavel Lioubimov : Cap
- 1990 : Funérailles de Staline (ru) (Похороны Сталина) de Evgueni Evtouchenko : garde de Staline